# Mesogona intexta
Mesogona intexta là một loài bướm đêm trong họ Noctuidae.